# Sarah J. Maas
Pour les articles homonymes, voir Maas.
Œuvres principales
- Série Keleana
- Série Un palais d'épines et de roses
- Série Crescent city

Compléments
- https://sarahjmaas.com/

Sarah J. Maas, née le 5 mars 1986 à New York, est une romancière et nouvelliste américaine de fantasy.

## Biographie

### Jeunesse
Sarah J. Maas est née le 5 mars 1986 à New York, dans l'État de New York. Elle a été adoptée par une mère catholique et un père juif et a grandi dans le quartier de l'Upper West Side, à Manhattan. Enfant, elle aimait créer des histoires basées sur des contes ou des mythes populaires. Elle écrivait également des fanfictions de Sailor Moon dans sa jeunesse.

### Carrière
En 2008, Sarah J. Maas a obtenu un diplôme avec mention du Hamilton College à Clinton, Oneida County, New York, où elle s'est spécialisée dans l'écriture créative et dans les études religieuses.
Les romans de Sarah J. Maas ont connu un succès fulgurant quelques années après leurs premières apparitions, notamment sur les réseaux sociaux. Ses séries Crescent City (en), Un palais d'épines et de roses, ainsi que Keleana (titre original : Throne of glass) sont des livres à succès qui l’ont fait connaitre à travers le monde. Ses romans les plus populaires sont maintenant traduits en plus de 35 langues, selon les Éditions de la Martinière.
Cette autrice est connue pour écrire des romans pour jeunes adultes et pour adultes. Ses œuvres font partie intégrante d'un sous-genre de la fantasy, qui intègre une dimension romantique à un récit fantastique : la romantasy (ou romantic fantasy).
Sarah J. Maas a commencé à écrire ce qui deviendra son premier roman, Keleana tome 1 : l'Assassineuse, à l'âge de 16 ans. Après avoir rédigé plusieurs chapitres de l'œuvre, initialement intitulée « Queen of Glass » (VO anglais), elle les a publiés sur FictionPress.com, où l'histoire est devenue l'une des plus populaires du site. Elle a ensuite retiré le contenu en ligne lorsqu’elle a décidé de publier le roman. L'intrigue de la série s’inspire du conte de Cendrillon, en posant la question : « Et si Cendrillon n’était pas une servante, mais une assassin ? Et si elle n’allait pas au bal pour rencontrer le prince, mais pour le tuer ? ».
En 2008, Sarah J. Maas a commencé à envoyer le manuscrit à des agents littéraires et a signé en 2009 avec Tamar Rydzinski de l'agence littéraire The Laura Dial. La série Keleana a été acquis en mars 2010 par Bloomsbury, qui a ensuite acheté deux livres supplémentaires dans la série. Cette dernière est disponible dans 15 pays et traduite en 35 langues. Quatre novellas, préquelles situées deux ans avant le premier roman, ont également été publiées, puis regroupées en un volume intitulé Les Chroniques de Keleana : La Lame de l'assassineuse (The Assassin's Blade), avec une novella originale en supplément.
Le deuxième livre de la série, La Reine sans couronne (Crown of Midnight), a figuré dans la liste des best-sellers young adult du New York Times. Le dernier tome, Le Royaume de cendres (Kingdom of Ash), est sorti le 23 octobre 2018 en anglais. Il a fallu attendre 2024 pour la traduction en français. Ce dernier tome porte la série à sept livres et un recueil de novellas.
La deuxième série fantasy de Sarah J. Maas, Un palais d'épines et de roses (A Court of Thorns and Roses), est une adaptation libre du conte La Belle et la Bête. Le premier tome de la trilogie a été écrit en 2009, mais n'a été publié qu'en 2015. Face au succès de la série, des spin-offs centrés sur d'autres personnages populaires ont été annoncés. Le cinquième tome, Un palais de flammes d'argent (A Court of Silver Flames) premier spin-off, est sorti le 16 février 2021. En 2021, la série a été adaptée pour une possible production télévisée par Hulu, mais en février 2024, le projet n’était plus en développement actif.
Le 16 mai 2018, Maas a annoncé sa première série fantasy pour adultes, Crescent City. Le premier tome, intitulé Maison de la terre et du sang (House of Earth and Blood) a été publié par Bloomsbury le 3 mars 2020 et a été classé parmi les 20 meilleurs livres de science-fiction et fantasy de 2020 sur Kobo. La suite, Maison du ciel et du souffle (House of Sky and Breath) sortie le 15 février 2022, a remporté le prix Best Fantasy des Goodreads Choice Awards en 2022. Le troisième tome, Maison de la flamme et de l'ombre (House of Flame and Shadow), a été publié le 30 janvier 2024.

### Vie privée
Sarah J. Maas est mariée à Josh Wasserman depuis le 30 mai 2010. Dans une interview accordée à Jenna Bush Hager lors du Today (NBC), elle raconte sa rencontre avec son mari.
Le couple accueille le 1er juin 2018 leur premier enfant prénommé « Taran ». Sarah J. Maas évoque la signification et l'origine du prénom de son fils prénom : Taran signifie tonnerre et il est en partie inspiré de la littérature, notamment par l'un des personnages préférés de sa mère.
4 ans après, ils ont un second enfant, une fille prénommée « Sloane » née le 2 février 2022.

### Critiques: succès et controverses
On observe un grand écart concernant les appréciations des œuvres de Sarah J. Maas par la critique littéraire que ce soit celle des médias et/ou celle du public.
C'est le BookTok, cette partie de TikTok où les bibliophiles se réunissent pour parler de littérature qui a propulsé les œuvres de Sarah J. Maas dans la célébrité. Grâce à cette plateforme ses romans ont gagné une grande visibilité. Ils sont ainsi devenus des incontournables, au croisement de la Fantasy et de la Romance, auprès des jeunes, grâce à « la richesse de ses univers et le développement complexe de ses personnages » d'après un article de Femina.
C'est aussi une autrice reconnue par le New York Times, classée plusieurs fois première dans leurs classements Bestseller,,.
Selon AmiraLecteur, l'intérêt des œuvres de Sarah J. Maas ne se limite pas au seul divertissement pour des lecteurs avides de rebondissements, de magie ou encore de sentiments, mais elles abordent également des thématiques universelles comme celles « de la quête d'identité, de la résilience et du pouvoir » mais aussi d'autres plus actuelles comme « le consentement, l'amitié, la lutte contre les attentes sociétales et les nuances de la moralité ».
Cependant ces opinions ne sont pas partagées par tous, et de nombreuses personnes décrient l'œuvre de Sarah J. Maas.
Une des principales critiques concerne les passages érotiques dans ses livres. Souvent présentés comme des livres Young Adult, Jeune Adulte en français, (soit, dans le monde de l'édition, pour adolescents entre 12 et 18 ans) ou encore comme de simples livres de fantasy par les libraires, ses livres sont souvent marqués par des relations sexuelles explicites entre les différents personnages. Le journal étudiant Chimes de la Calvin University dénonce dans un article qu'il serait « dangereux de recommander ces livres à un jeune public sans être transparent dans son contenu ». L'article alerte aussi sur les dangers potentiels de la lecture de ces œuvres par les plus jeunes, mettant en garde contre l'idéalisation des relations malsaines. ACOTAR (acronyme de A court of thorns and roses, titre original de la série Un Palais d'épines et de roses), notamment est cité dans la critique, car il interviendrait un certain niveau de Syndrome de Stockholm et des relations malsaines et possessives.
Au-delà des critiques sur les thèmes adultes, pour Chimes, Sarah J. Maas est « peut-être une autrice à succès mais elle n'en est pas une bonne », déplorant son style trash où les intrigues ne serait qu'un prétexte, une toile de fond pour « vivre des fantasmes pervers ».
Dans la continuité manifeste de cette critique, six livres de Sarah J. Maas ont été interdits dans les bibliothèques de écoles de l'Utah le 2 août 2024, au côté notamment de Margaret Atwood pour Le Dernier Homme et de Rupi Kaur pour Lait et miel. Les ouvrages visés par la loi sont jugés comme « offensant dans leur description de la nudité, de l'acte sexuel, de l'excitation sexuelle [...] » tout en ne présentant pas de « de valeur littéraire ou artistique sérieuse ». Le journal ActuaLitté craint que cette définition plutôt vague ne fasse interdire de nombreux livres qui évoquent « la sexualité ou même l'amour » (Antoine Oury, ActuaLitté). Sur son compte X (anciennement Twitter), Margaret Atwood, une des autrices visée, rappelle pourtant que « 1984 évoque la sexualité » et n'est pas concerné par cette loi.

## Analyse de l'œuvre

### Inspirations
Elle explique avoir commencé une thérapie, qu’elle qualifie de processus continu ayant transformé sa vie, et s’être inspirée de son propre parcours de santé mentale pour écrire le plus récent roman de la série Un palais d'épines et de roses, publié en 2021.
« Quand j’ai écrit Un palais de flammes d'argent (A Court of Silver Flames), j’étais tout au début de ma propre remontée d’un gouffre de désespoir », dit-elle, les larmes aux yeux en évoquant ce souvenir. « J’ai donc grimpé hors de ce gouffre aux côtés de (l’héroïne du livre) Nesta. ».
Sarah J. Maas a attribué son amour pour la lecture et l'écriture de récits fantastiques au roman Sabriel de Garth Nix et à Casque de feu (The Hero and the Crown) de Robin McKinley. Elle a également cité comme influences les bandes originales de films, la musique classique, Buffy contre les vampires et Sailor Moon.
En 2020, Sarah J. Maas a déclaré : « Le sentiment de découverte, c’est ce que j’aime le plus dans l’écriture. C’est un véritable frisson pour moi. » Ses livres sont connus pour leurs thèmes de romance et de sexualité, et elle a souligné qu’elle avait été surprise que Un palais d'épines et de roses (A Court of Thorns and Roses) soit classé comme littérature pour jeunes adultes.

### Ordre de lecture des œuvres
Il n'est pas obligatoire de lire les séries dans un quelconque sens, cependant les différentes séries de Sarah J. Maas se déroulent dans un même univers et peuvent être lues de manière spécifiques afin de percevoir les références glissées.
Il est courant de suivre l'ordre de publication de ses séries : débuter par Keleana puis Un palais d'épines et de roses et enfin Crescent City.
Un autre ordre est toutefois débattu parmi les fans : il faudrait commencer par la série Un palais d'épines et de roses, qui "captive" immédiatement le lecteur et facilite l’immersion dans l’intrigue grâce à un rythme plus soutenu. Il faudrait ensuite continuer avec la série Kelenea (série de Throne of Glass) et aborder sa complexité pour ainsi finir avec Crescent City qui reprend des éléments d'autres sagas.

## Œuvres

### SérieKeleana
La série est rééditée en 2022 par les éditions Le Livre de poche jeunesse sous le titre Le Trône de cristal puis en 2024 par les éditions La Martinière jeunesse sous le titre Throne of Glass.
- La Lame de l'assassineuse, La Martinière jeunesse, 2023 ((en) The Assassin's Blade: The Throne of Glass Novellas, 2014), recueil de cinq romans courts, préquelle, trad. Frédérique Fraisse, 464 p.  (ISBN 979-10-401-1662-2)
  - Keleana et le Seigneur pirate, La Martinière jeunesse, 2013 ((en) The Assassin and the Pirate Lord, 2012), 64 p.novella préquelle. Paru uniquement en ebook. (ISBN 978-2-7324-5982-0)

1. L'Assassineuse, La Martinière jeunesse, 2013 ((en) Throne of Glass, 2012), trad. Anne-Judith Descombey, 506 p.  (ISBN 978-2-7324-5603-4)Réédition sous le titre La Prisonnière, Le Livre de poche jeunesse, 2016, 506 p. (ISBN 978-2-01-319309-2) ; réédition sous le titre L'Assassineuse, Le Livre de poche jeunesse, 2022, 496 p. (ISBN 978-2-01-720222-6) ; réédition sous le titre Le Trône de verre, La Martinière jeunesse, 2024, 496 p. (ISBN 979-10-401-2002-5)
2. La Reine sans couronne, La Martinière jeunesse, 2014 ((en) Crown of Midnight, 2013), trad. Anne-Judith Descombey, 510 p.  (ISBN 978-2-7324-6422-0)Réédition, Le Livre de poche jeunesse, 2016, 510 p. (ISBN 978-2-01-393802-0) ; réédition sous le titre La Couronne de minuit, La Martinière jeunesse, 2025, 496 p. (ISBN 979-10-401-2261-6)
3. L'Héritière du feu, La Martinière jeunesse, 2015 ((en) Heir of Fire, 2014), trad. Anne-Judith Descombey, 526 p.  (ISBN 978-2-7324-7193-8)Réédition, Le Livre de poche jeunesse, 2016, 526 p. (ISBN 978-2-01-182505-6)
4. La Reine des ombres, La Martinière jeunesse, 2020 ((en) Queen of Shadows, 2015), trad. Anne-Judith DescombeyParu en français en deux tomes en 2020 (448 p. (ISBN 978-2-7324-9531-6)) et en 2021 (368 p. (ISBN 978-2-7324-9728-0))
5. L'Empire des tempêtes, La Martinière jeunesse, 2022 ((en) Empire of Storms, 2016), trad. Anne-Judith Descombey, 720 p.  (ISBN 979-10-401-1054-5)
6. La Tour de l'aube, La Martinière jeunesse, 2023 ((en) Tower of Dawn, 2017), trad. Anne-Judith Descombey, 784 p.  (ISBN 979-10-401-1363-8)
7. Le Royaume de cendres, La Martinière jeunesse, 2024 ((en) Kingdom of Ash, 2018), trad. Frédérique Fraisse, 1120 p.  (ISBN 979-10-401-1931-9)

### SérieACOTAR
1. Un palais d'épines et de roses, La Martinière jeunesse, 2017 ((en) A Court of Thorns and Roses, 2015), trad. Anne-Judith Descombey, 524 p.  (ISBN 978-2-7324-7230-0)
2. Un palais de colère et de brume, La Martinière jeunesse, 2018 ((en) A Court of Mist and Fury, 2016), trad. Anne-Judith Descombey, 718 p.  (ISBN 978-2-7324-8521-8)
3. Un palais de cendres et de ruines, La Martinière jeunesse, 2019 ((en) A Court of Wings and Ruin, 2017), trad. Anne-Judith Descombey, 730 p.  (ISBN 978-2-7324-8880-6)
4. Un palais de glace et de lumière, La Martinière jeunesse, 2019 ((en) A Court of Frost and Starlight, 2018), trad. Anne-Judith Descombey, 333 p.  (ISBN 978-2-7324-9076-2)
5. Un palais de flammes d'argent, La Martinière jeunesse, 2021 ((en) A Court of Silver Flames, 2021), trad. Anne-Judith Descombey, 816 p.  (ISBN 978-2-7324-9877-5)

### SérieCrescent City
1. Maison de la Terre et du Sang, De Saxus, 2021 ((en) House of Earth and Blood, 2020), trad. Sébastien Guillot, 955 p.  (ISBN 978-2-37876-122-6)Réédition, J'ai lu, coll. « Fantasy » no 13511, 2022, 1 056 p. (ISBN 978-2-290-37380-4)
2. Maison du Ciel et du Souffle, De Saxus, 2022 ((en) House of Sky and Breath, 2022), trad. Chloé Bardan, 936 p.  (ISBN 978-2-37876-167-7)Réédition, J'ai lu, coll. « Fantasy » no 13511, 2023, 1 056 p. (ISBN 978-2-290-37380-4)
3. Maison de la Flamme et de l'Ombre, De Saxus, 2024 ((en) House of Flame and Shadow, 2024), trad. Chloé Bardan, 960 p.  (ISBN 978-2-37876-412-8)Réédition, J'ai lu, coll. « Fantasy » no 14351, 2025, 1 056 p. (ISBN 978-2-290-38749-8)

### Romans indépendants
- Catwoman : Soulstealer, Bayard jeunesse, 2019 ((en) Catwoman: Soulstealer, 2018), trad. Emmanuelle Debon, 502 p.  (ISBN 978-2-7470-8847-3)